# نبرد زاما
نبرد زاما (انگلیسی: Battle of Zama) نبردی بود که در ۱۹ اکتبر ۲۰۲ پیش از میلاد درگرفت و به عنوان پایان دومین جنگ کارتاژ شناخته می‌شود، لژیون‌های ارتش جمهوری روم به رهبری اسکیپیوی آفریقایی با پشتیبانی ماسینیسا توانستند ارتش کارتاژ باستان به رهبری هانیبال را با وجود برتری عددی شکست دهند. این موضوع به این علت بود که اغلب نیروی هانیبال را در این جنگ، سربازان جدید و بی‌تجربه تشکیل می‌دادند چرا که نیروی اصلی او یعنی نیروی سواره‌نظام نومیدی‌ها که همراه او در ایتالیا جنگیده بودند در آن زمان به وی خیانت کردند و طرف سپاه روم را گرفتند. اسکیپیو با استراتژی و نبوغ نظامی‌اش در نبرد موفق به خنثی‌سازی و از بین بردن فیل‌های جنگی هانیبال شد. سپس، نیروی اسکیپیو به سادگی ابتکار عمل علیه نیروی کارتاژ و هانیبال را به دست گرفت و با حمایت یک نیروی ویژه از سواره‌نظام رومی، کارتاژها را در سرزمین خودشان شکست داد. مجلس سنای کارتاژ صلح‌نامه تحقیرآمیزی را تنظیم کرد که طبق آن، همهٔ متصرفات خود از ۱۷ سال جنگ را به رومیان واگذار کرد.

## مقدمه
با عبور از رشته کوه‌های آلپ، هانیبال شبه‌جزیرهٔ ایتالیا را در ۲۱۸ سال پیش از میلاد درنوردید و پیروزی‌های بزرگی را در مقابل ارتش روم به‌دست آورد، رومیان در شکست دادن و بیرون راندن هانیبال موفق نبودند اما به دنبال پیروزی قاطع اسکیپیو در نبرد ایلیپا که در سال ۲۰۶ پیش از میلاد و در اسپانیا رخ داد، شبه‌جزیرهٔ ایبریا اکنون دیگر تحت حمایت روم قرار داشت، پس از این نبرد، اسکیپیو به روم بازگشت و با اتفاق آرا به عنوان کنسول روم برگزیده شد، او حالا دیگر به اندازهٔ کافی قدرتمند شده بود تا بتواند کارتاژی‌ها را در سرزمین خودشان به چالش بکشد و جنگ را به پایان برساند، مجلس سنای روم در ابتدا موافق این تاکتیک جاه‌طلبانهٔ اسکیپیو نبود اما فابیوس ماکسیموس سنا را متقاعد کرد که این طرح چندان هم خطرناک نیست، در هر صورت، اسکیپیو و حامیانش توانستند نظر سنا را برای تصویب این طرح جلب کنند و با این اقدام سنا، اسکیپیو قدرت و اعتبار لازم برای تجهیز ارتش و اقدام به حمله را به‌دست آورد: 270 .

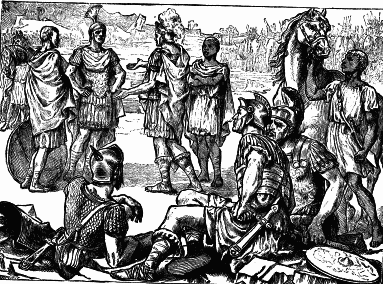
ملاقات اسکیپیو و هانیبال در نبرد زاما، هانیبال پیشنهاد چشم‌پوشی از تمام دستاوردهای خارجی کارتاژ می‌دهد اما اسکیپیو خواستار تسلیم بی‌قید و شرط کارتاژ یا جنگ شد. به سال ۱۸۸۰

در ابتدای امر، اسکیپیو هیچ نیروی نظامی خاصی را به‌دست نیاورد و با گروهی متشکل از ۷ هزار نفر از سربازان مزدور که اغلب آن‌ها داوطلب بودند به سمت سیسیل بادبان کشید: 96 ، همچنین به او این اجازه داده شد تا با استخدام کردن نیروی کار، پادگان‌های منظمی را در سیسیل ایجاد کند، که به وسیلهٔ سربازان لژیون‌های پنجم و ششم روم تأمین نیرو می‌گردید، همان‌هایی که به خاطر تنبیه و تحقیر شکست در نبرد کانای به این جزیره تبعید شده بودند: 119 
اسکیپیو تقویت نیروهای نظامی خودش را با جداشدگان محلی ادامه داد: 271 ، او به منطقهٔ یوتیکا رفت و در آنجا نیروهای ارتش کارتاژ را در نبرد گرت پلاینس به سال ۲۰۳ پیش از میلاد شکست داد، کارتاژیان وحشت‌زده به این نتیجه رسیدند که چاره‌ای جز درخواست پیشنهاد صلح به اسکیپیو ندارند، و اسکیپیو که در آن زمان در موضع قدرت بود و اقتدار لازم را به دست آورده بود اذعان داشت که صلح در شرایط سخاوتمندانه اعطا خواهد گردید، بر اساس صلح‌نامه تنظیم شده، کارتاژ می‌توانست سرزمین‌های آفریقایی خود را کماکان حفظ نماید، اما هر آنچه که در خارج از این محدوده را داشت از دست می‌داد، در آن موقعیت می‌توان گفت که کارتاژ در مقابل یک عمل انجام شده قرار گرفته بود و چارهٔ دیگری نداشت، همچنین به ماسینیسا (متحد روم) اجازه داده شده بود تا قلمرو خودش یعنی نومیدیا را به بخش‌هایی از آفریقا (استان روم) گسترش دهد، کارتاژ علاوه بر اینها موظف به پرداخت غرامت به روم و کاهش ناوگان دریایی خودش گردید،
مجلس سنای روم این پیمان را به تصویب رساند، مجلس سنای کارتاژ هانیبال را که در آن زمان هنوز هم در ایتالیا بود (هر چند در جنوب شبه‌جزیره و به صورت محدود پیشروی می‌کرد) از ماوقع امر مطلع ساخت، همان زمانی که اسکیپیو در تاریخ ۲۰۳ پیش از میلاد در آفریقا پیاده شد. در همین حال، کارتاژیان با نقص قرارداد آتش‌بس اقدام به محاصرهٔ یک کشتی از ناوگان روم در خلیج تونس نمودند و تمامی محمولهٔ آن را متصرف شدند، کارتاژی‌ها دیگر بیش از این اعتقادی به دوام و اعتبار قرارداد نداشتند و اعتراض روم به این موضوع را نیز رد کردند

### استقرار نیروی نظامی طرفین
هانیبال، دست‌کم در این زمان، ارتشی متشکل از مزدوران را رهبری می‌کرد، شهروندان محلی و جانبازان و تعدادی باقی‌مانده از سواره‌نظام نومیدیایی از کمپین‌ها و نبردهایش در ایتالیا که هنوز حس وفاداری آن‌ها خدشه‌دار نشده بود، اسکیپیو نیز یک سپاه متشکل از پنج واحد اصلی ارتش و بدنهٔ عمدهٔ سواره‌نظام نومیدیایی خیانت کرده به هانیبال و کارتاژی‌ها را رهبری می‌کرد.
نبرد در منطقهٔ زاما درگرفت، در جایی نزدیک سلیانه در ۱۳۰ کیلومتری جنوب غربی پایتخت تونس، هانیبال زودتر به منطقهٔ زاما رسید و این مکان را برای رویارویی با ارتش روم انتخاب کرد به دلیل اینکه از دیدگاه سوق‌الجیشی و استراتژی به تشخیص او یک مکان مناسب برای مانور سواره‌نظامش بود، این تشخیص و انتخاب به نوبهٔ خود مناسب اسکیپیو و ارتش روم هم بود که عمدهٔ نیروی آن‌ها را سواره‌نظام سنگین اسلحه و نیروی سبک نومیدیایی تشکیل می‌داد، هانیبال استقرار نیروهایش را به سمت غرب آرایش داد، در حالی که اسکیپیو نیروهای نظامی خود را در مقابل ارتش کارتاژ و به موازات جبهه جنوب شرقی مستقر کرد
ارتش هانیبال، سپاهی بود متشکل از ۳۶ هزار پیاده‌نظام، ۴ هزار سواره‌نظام و ۸۰ فیل جنگی، در مقابل، ارتش روم در مجموع دارای ۲۹ هزار پیاده‌نظام و ۶۱۰۰ سواره نظام بود، اسکیپیو فرماندهٔ سپاه روم سواره‌نظام خود را در جهت تقابل با سواره‌نظام باتجربهٔ کارتاژی در جناحین قرار داد و نومیدیایی‌ها در سمت چپ قرار گرفتند، هانیبال نیز تقریباً مجموع نیروهای خود را در سه خط مستقیم و درست در پشت فیل‌ها قرار داد. خط اول یا مقدم سپاه هانیبال متشکل از ترکیبی از نیروهای مزدور گل، لیگوریا و جزایر بالئاری بود، در خط دوم و پشت سر خط مقدم، نیروهای خود کارتاژی‌ها و لیبی قرار داشتند در حالی که جانبازان و مجروحان جبههٔ ایتالیا در خط سوم قرار داده شدند، هانیبال به عمد نیروی عمدهٔ پیاده‌نظامش را در خط سوم نگه داشت و این تاکتیک از دید او تنها به دلیل خنثی کردن تمایل احتمالی اسکیپیو در جهت حمله به مرکز نیروهای کارتاژی و خطوط مقدم خودش بود، همان چیزی که در نبرد ایلیپا از اسکیپیو دیده بود. تیتوس لیویوس، مورخ رومی، می‌گوید که هانیبال ۴ هزار نفر از نیروی مقدونیه را در خط دوم مستقر کرده بود،
از دیدگاه او حضور این نیرو به‌طور گسترده‌ای به عنوان یک تبلیغ منفی و پروپاگاند علیه رومیان بود، درحالی‌که تی. دوری معتقد است که این موضوع نه یک تبلیغ، بلکه حمایت اندک مقدونیان از کارتاژی‌ها با ارسال این نیروی اندک و مزدور بوده‌است. اسکیپیو نیز همانند هانیبال آرایش نظامی سه خطی را اتخاذ کرد و نیروهایش را در این ۳ خط مستقر کرد، در خط اول لشکر هاستاتی قرار گرفت، در خط دوم نیز لشکر پرنسیپس قرار گرفت و در نهایت در خط سوم نیز لشکر تریاری استقرار یافت جناح راست سپاه اسکیپیو که نقطهٔ قوت آن هم بود از سواران ماسینیسا تشکیل شده بود در حالی که سواره‌نظام جناح چپ، متشکل از سواران رومی و تحت فرمان لایلیوس قرار داشت،

### فیل‌های جنگی

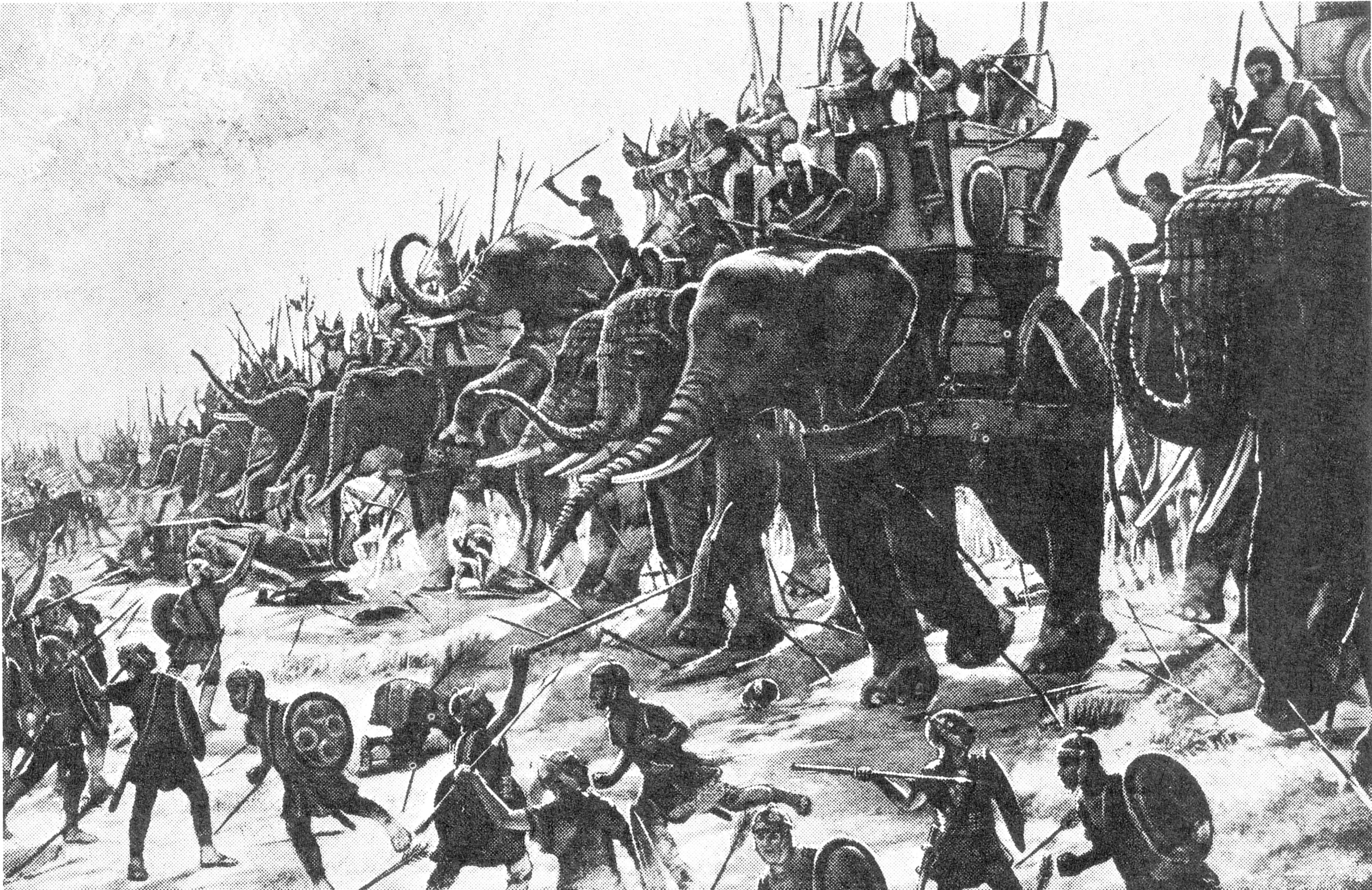
نبرد زاما اثر به سال ۱۸۹۰

بزرگترین نگرانی برای اسکیپیو در این نبرد فیل‌های جنگی هانیبال بود، او با یک طرح مبتکرانه آماده برای مقابله با آن‌ها بود، اسکیپیو متوجه شد که فیل‌ها، با دریافت فرمان حمله فقط می‌توانند به سمت جلو و در خط مستقیم حرکت کنند و شارژ خود را در امتداد همین خط ادامه دهند، او پیش‌بینی کرد و به این نکته دست یافت که اگر در بین صفوف لشکریان خودش شکاف ایجاد کند، فیل‌ها به سادگی و بدون وارد کردن تلفات از بین آن‌ها عبور خواهند کرد، اسکیپیو خطوطی را بین هنگ‌های مختلف ارتش در سراسر عمق نیروهای نظامی ایجاد کرد و آن‌ها را تحت آرایش نظامی مانی‌پل درآورد و گروه نیزه‌داران را در پشت آن‌ها قرار داد تا پوشش بگیرند و پنهان شوند، نقشهٔ اسکیپیو این بود که زمانی که فیل‌ها حمله کردند، خطوط از پیش تعین شده شکافته شوند و اجازه دهند تا فیل‌ها صفوف ارتش را پشت سر بگذارند و بدون نتیجهٔ مفید بگذرند.
هانیبال و کارتاژی‌ها بر برتری نیروی سواره‌نظام در جنگ‌های قبلی از جمله نبرد کانای تکیه کرده بودند، اما اسکیپیو نیز به این موضوع مهم پی برده بود و سواره‌نظام خودش را برای چنین موقعیتی نگه داشته بود و این موضوع به این دلیل بود که شخصاً یک هنگ سواره‌نظام جدید را در سیسیل تأسیس کرد و همین‌طور از ماسینیسا به خاطر همین موضوع به عنوان متحد کمک خواست، هانیبال به احتمال زیاد بر این باور بود که ترکیبی از فیل‌های جنگی و دو خط مقدم باعث تضعیف و بهم ریختن تمرکز نیروی روم خواهد شد، این تفکر به او کمک می‌کرد که پیروزی‌اش را همچنین با کمک خط سوم و دور زدن خطوط ارتش اسکیپیو قطعی کند، اگر چه این موضوع به عنوان یک تاکتیک خوب و مناسب شمرده می‌شد اما در عمل نه تنها دستاوردی برای کارتاژی‌ها نداشت بلکه باعث شکست آن‌ها شد، هر دو فرماندهٔ میدان نبرد، پیش از آغاز جنگ به صورت رو در رو با یکدیگر ملاقات کردند، هانیبال پیشنهاد معاهده‌ای را داد که بر طبق آن از تمام دستاوردهای خارج از امپراتوری کارتاژ دست بکشد و تنها به حاکمیت آن اکتفا کند، اسکیپیو این پیشنهاد را رد کرد و گفت یا تسلیم بی‌قید و شرط یا جنگ.

### نبرد
در آغاز نبرد، هانیبال فیل‌ها و نیزه‌داران خود را در برابر ارتش روم به منظور شکستن انسجام خطوط آن‌ها و بهره‌برداری از نقص ایجاد شده به کار گرفت، این حمله مواجه با نیزه‌داران روم شد، علاوه بر این اسکیپیو دستور داد که سواره‌نظام با دمیدن در شیپورهای بلند که صدای رسایی داشتند باعث رعب و وحشت فیل‌ها شوند که تا حدودی موفق شد و چند فیل وحشی و رمیده به سمت جناح چپ کارتاژ تغییر حرکت دادند و باعث برهم ریختگی آن گردیدند، با توجه به این فرصت به دست آمده، ماسینیسا با شارژ و حملهٔ سواره‌نظام تحت امرش به سمت جناح چپ کارتاژی‌ها یورش برد که متشکل از سواره‌نظام نومیدیایی تحت امر کارتاژی‌ها و هانیبال بودند و حالا دیگر به وسیلهٔ اغوا شدن دست از کارزار کشیده بودند.
در همین اثنا باقی فیل‌ها به دقت و بنا بر برنامهٔ از پیش تعیین شده از طریق خطوط شکافته شده به عقب هدایت شدند و به وسیلهٔ نیروی پشتیبانی و عقب سپاه روم از پای درآمدند و گرفتار شدند، اکنون دیگر طرح و تاکتیک اسکیپیو در مورد خنثی‌سازی حملهٔ فیل‌ها مؤثر افتاده بود، نیروهای اسکیپیو حالا دیگر با فراغ بال به جنگ پرداختند و با آرایش سنتی لژیون‌های رومی روی به نبرد آوردند، لایلیوس، فرماندهٔ جناح چپ روم، مجدداً اقدام به شارژ و حملهٔ مستقیم به سمت جناح راست کارتاژی‌ها نمود، سواره‌نظام کارتاژی‌ها بنا بر دستور هانیبال تظاهر به عقب‌نشینی کرد و اجازه داد تا سواره‌نظام رومی‌ها آن‌ها را تعقیب کند تا با دور کردن آن‌ها از میدان اصلی نبرد، حملهٔ آن‌ها به خطوط اصلی کارتاژی‌ها منتفی شود
اسکیپیو با نیروی قلب سپاه خود به سمت قلب سپاه کارتاژ که تحت فرماندهی مستقیم هانیبال بود حمله کرد، هانیبال نیز اقدام به پیشروی متقابل نمود و برای احتیاط نیروی خط سوم خود را که اغلب آن‌ها مجروحان قدیم بودند در ذخیره نگه داشت، پس از یک نبرد نزدیک، خط مقدم هانیبال توسط نیروی هاستاتی رومیان به عقب رانده شد.
هانیبال با مشاهدهٔ این وضعیت به خط دوم دستور داد که اجازه ندهد تا خطوط مقدم بیش از این در فشار قرار بگیرد و بر طبق برنامه و دستور هانیبال بخش عمده‌ای از آن‌ها موفق به فرار به سمت موقعیت از پیش تعیین شده، درست بر روی بال جناح دوم گشتند، هانیبال پس از این تاکتیک اکنون با نیروی خط دوم خود شارژ و حملهٔ مجددی را تدارک دید، مبارزه‌ای سنگین و بی‌رحمانه درگرفت، نیروی هاستاتی رومیان به دلیل دادن تلفات سنگین ناشی از هجوم غافلگیرانهٔ هانیبال به عقب رانده شد، اسکیپیو نیز با مشاهدهٔ این فشار هانیبال نیروی خط دوم خود یعنی پرنسیپس را به کمک خط مقدم فرستاد.
با کمک و استفاده از نیروی کمکی ارسالی اسکیپیو، روم، حملهٔ خود را تجدید کرد و توانست خط دوم هانیبال را شکست دهد، خط دوم، نتوانست با خط سوم ادغام گردد و درعوض به تنهایی مجبور به عقب‌نشستن به سمت جناحین و ادغام در نیروی خطوط اول گردید، سواره‌نظام کارتاژی دستورالعمل هانیبال در ارتباط با دور نگه داشتن سواره‌نظام روم را به خوبی اجرا کرده بود و حالا دیگر هیچ نشانه‌ای از سواره‌نظام روم در نبرد نبود، هنگامی که به اندازهٔ کافی از میدان نبرد دور گشتند، سواره‌نظام کارتاژ از حالت عقب‌نشینی تاکتیکی به حالت حمله درآمد و به سواره‌نظام ارتش روم حمله کرد اما در پایان به دلیل مدیریت و هدایت درست نیروی سوارهٔ روم حاصلی از این تاکتیک به‌دست نیامد.
در این مقطع از نبرد وقفه‌ای در جنگ از هر دو طرف ایجاد گردید که در جهت بازیابی و انتقال نیروها و مجروحان بود، اسکیپیو نیاز به مقداری زمان داشت تا نیروهایش را در یک خط ترکیب کند بدین شکل که نیروی هاستاتی را در میانه قرار دهد در حالی که پرنسپیس‌ها در جناح داخلی و تریاری‌ها در جناح بیرونی قرار می‌گرفتند، هانیبال منتظر حملهٔ اسکیپیو بود، نتیجه می‌توانست سهمگین و خونین باشد، هر یک از طرفین می‌توانست به وضعیتی مهم و تعیین‌کننده نائل گردد مضاف بر اینکه اسکیپیو قادر بود تا نیروهایش را تقویت و مورد پشتیبانی قرار دهد.
با بازگشت سواره‌نظام روم به میدان نبرد و حملهٔ آن‌ها به پشت سپاه کارتاژ، ورق برگشت و سرنوشت نبرد به سود رومیان رقم خورد، پیاده‌نظام کارتاژ به محاصره درآمد و نابود شد، هزاران نفر از کارتاژی‌ها از جمله هانیبال پیش از آغاز کشتار موفق به فرار گشتند، هانیبال شکست بزرگی را پذیرفت که به همهٔ دستاوردهایش در بخش‌هایی از امپراتوری کارتاژ پایان بخشید، در مجموع حدود ۲۰ هزار نفر از سربازان ارتش هانیبال در نبرد زاما کشته شدند و این در حالی است که در حدود ۲۰ هزار نفر دیگر به اسیری گرفته شدند، در سمت دیگر، رومیان، تعداد ۲۵۰۰ نفر کشته داشتند.

## عواقب بعدی
مدت زمان کوتاهی پس از پیروزی اسکیپیو در زاما، سنای کارتاژ پیگیر درخواست صلح شد، برخلاف معاهده‌ای که منجر به پایان نخستین جنگ کارتاژی گردید، شرایط جدید به گونه‌ای رقم خورد که کارتاژ دیگر به هیچ عنوان توان به چالش کشیدن رومیان را در دریای مدیترانه نداشت، این معاهده باعث ورشکستگی تجاری کارتاژ و هرگونه فرصت دوباره در جهت عرض اندام نظامی‌اش در آینده گردید، اگر چه بهبود اقتصادی کارتاژ بسیار سریع محقق گردید اما کارتاژیان اجازهٔ راه انداختن هیچ جنگی را بدون اجازهٔ روم نداشتند، این تبصره، به رومیان در جهت پیدا کردن یک بهانه برای راه‌اندازی جنگ سوم کارتاژ کمک می‌کرد، همان زمانی که کارتاژی‌ها به دفاع در مقابل تهاجم نومیدیایی‌ها پرداختند و رومیان علاقه‌ای به جلوگیری از این تهاجم نداشتند.
هنگامی که بعد از گذشت ۵۰ سال، روم، مجدداً جنگی را علیه کارتاژ آغاز کرد، کارتاژی‌ها قدرت کمی داشتند و حتی توان لطمه زدن به ماسینیسای فرسوده در آفریقا را نداشتند، با این حال آن‌ها قادر به دفاع از میهن خود بودند که سرانجام پس از یک محاصرهٔ مدید و طولانی مدت، تسخیر و به شکل کامل نابود گردید، فقط ۵۵ هزار نفر جان سالم به در بردند.